# Regueira de Pontes
Regueira de Pontes ist eine Gemeinde (Freguesia) im portugiesischen Kreis Leiria. In ihr leben 2174 Einwohner (Stand 19. April 2021).